# Gasim Abdullayev
Gasim Abdullayev (en azerí: Qasım Abdullayev; Şuşa , 1873-Şuşa, 1927) fue un cantante de mugam de Azerbaiyán.

## Biografía
Gasim Abdullayev nació en 1873 en Şuşa. También se conociá como “Zabul Gasim” por su interpretación mugam “Zabul”. Zabul Gasim interpretó por primera vez en Bakú en 1903 con Jabbar Garyaghdioglu, Shakili Alasgar y Seyid Mirbabayev en el teatro de Zeynalabdin Taghiyev (actualmente Teatro de Música Estatal Académico de Azerbaiyán). En 1914 la Empresa “Sport-Record” invitó al cantante a Tiflis por grabar su voz. Gasim Abdullayev murió en 1927 en Şuşa.